# No-See
Der No-See (engl. Lake No) liegt im Südsudan, im Bundesstaat Unity an der Grenze zum Bundesstaat Jonglei.

## Beschreibung
Er befindet sich im Norden des Sumpfgebietes Sudd. Er wird vom Flutwasser des Flusses Bahr al-Dschabal und dessen Teilungslauf Bahr el-Zeraf erzeugt und hat den Bahr al-Ghazal als Zufluss, der im No-See mit dem Bahr el-Dschabal den Weißen Nil bildet.
Der sehr flache See hat eine maximale Fläche von 100 km². Der größte Teil seines Wassers verdunstet, und er weist im Hauptsystem des Sudd das reichste Algenwachstum auf.